# Martín Ricca
Martín Alejandro Ricca Peironne (Río Cuarto, 17 de dezembro de 1985) é um cantor e ator argentino.

## Carreira
Martín começou sua carreira artística aos três anos em um grupo musical que animava festas na Argentina
Em 1998, Martín foi a Cidade do México, para gravar seu primeiro disco, intitulado "Corazones Rotos". Neste mesmo ano atuou   na telenovela infatil El Diario de Daniela, contracenando ao lado da atriz e cantora Daniela Luján.
Em 1999, Martín lança seu segundo disco, intitulado "Besos".
No ano de 2000, Martín atua na telenovela infantil Amigos X Siempre,  onde faz o papel de Pedro Vidal, e contracena com a atriz e cantora Belinda.
Em 2001, Martín lança seu terceiro álbum, "Martín (Cupido)". Entre as músicas deste CD, destacam-se "Cupido" e "Enamorado de Britney Spears".
Em 2002, Martín participa da telenovela Cómplices al Rescate,  a partir da segunda parte da telenovela, após a troca da atriz Belinda, por Daniela Luján.
Neste mesmo ano é lançado em Porto Rico, o álbum "Éxitos de Martín", uma coletânea com seus principais trabalhos até então.
No ano de 2004, Martín participa da telenovela Clap...El lugar de tus sueños, e lança seu quinto álbum, "Enamorado".
Em 2006, é lançado no Brasil o álbum "Que el viento lleve".
Em 2008 voltou a Argentina e formou a banda El Resto de Rio Cuarto com o ex-integrante da banda XXI Pablo Luna, lançaram um CD e entraram em turnê em 2009.

## Filmografia
| Ano  | Título                        | Personagem         | Notas           |
| ---- | ----------------------------- | ------------------ | --------------- |
| 1998 | El diario de Daniela          | Martin Linares     | Protagonista    |
| 2000 | Amigos x siempre              | Pedro Vidal        | Protagonista    |
| 2002 | Cómplices al rescate          | Martín Ricca       | Co-protagonista |
| 2004 | Clap...El lugar de tus sueños | Martín             | Participação    |
| 2024 | Papás por conveniencia        | Rudolf Torre       | Co-Protagonista |
| 2024 | ¿Quién Es La Máscara?         | Chepino Langostino |                 |

## Discografia

### Álbuns de estúdio
Sólo
- 1998: Corazones Rotos
- 1999: Besos
- 2001: Cupido
- 2004: Enamorado
- 2006: Qué el Viento Lleve

El Resto de Río Cuarto
- 2008: El Resto

### Coletâneas
- 2002: Éxitos de Martin

### Trilhas sonoras
- 1999: El Diário de Daniela
- 2000: Amigos X Siempre
- 2002: Cómplices al Rescate: El Gran Final